# Elena Negru
Elena Negru este o specialistă în istorie din Republica Moldova, specializată în istoria contemporană și în analiza regimului sovietic din spațiul pruto-nistrean. Doctor habilitat în istorie și cercetătoare la Institutul de Istorie al Academiei de Științe a Moldovei, Elena Negru este cunoscută pentru studiile sale privind politica națională și ideologică a Uniunii Sovietice în RSS Moldovenească, în special în ceea ce privește construcția identitară și lingvistică impusă populației din Basarabia.
Este autoare a mai multor lucrări științifice și volume tematice, printre care se remarcă Cursul deosebit al României și supărarea Moscovei: disputa sovieto-română și campaniile propagandistice antiromânești din RSSM (1965-1989): studiu și documente, o analiză asupra relațiilor româno-sovietice din perspectiva conflictului ideologic și geopolitic din secolul al XX-lea.
Prin intervențiile sale în mass-media și participarea la conferințe de istorie, Elena Negru atrage atenția asupra efectelor de durată ale ocupației sovietice, considerând conceptele de „limbă moldovenească” și „identitate moldovenească” drept construcții artificiale utilizate pentru a justifica anexarea Basarabiei.